# Hilara sturmii
Hilara sturmii är en tvåvingeart som beskrevs av Johann Wilhelm Meigen 1822. Hilara sturmii ingår i släktet Hilara och familjen dansflugor. Arten är reproducerande i Sverige. Inga underarter finns listade i Catalogue of Life.